# Château de Montarnal
Le château de Montarnal est un château situé sur la commune de Sénergues, dans le département de l'Aveyron, en France.

## Description

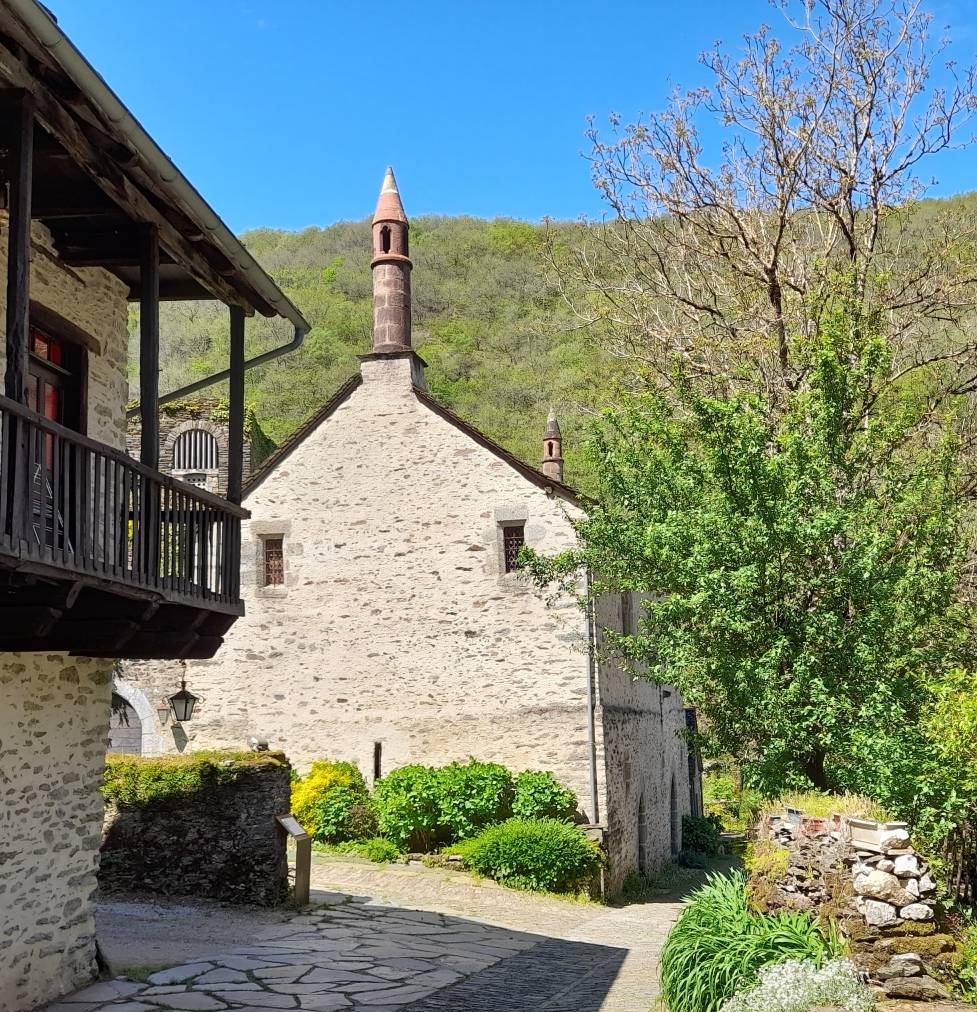
Logis du château

À quelques mètres au-dessus du Lot, les restes du château comprennent une tour ronde, une salle seigneuriale, une enceinte défensive et une cave creusée dans le roc.

## Localisation
L'édifice se situe dans le hameau de Montarnal, sur un promontoire rocheux en bordure du Lot, qui à cet endroit constitue la limite entre les départements de l'Aveyron et du Cantal. La famille d'Austrin de Conques, dont pourrait provenir les premiers seigneurs de Montarnal, possédait des droits de navigation ou de traversée sur le Lot dans la première moitié du XIe siècle.

## Historique
Le toponyme Montarnal (mont d'Arnaud) est attesté dans la seconde moitié du XIe siècle. En 1287, Guy VI de Sévérac échange avec Eustache de Beaumarchais les droits qu'il exerçait sur le vieux château de Mouret, sur Montarnal et Espeyrac, contre les droits d'Eustache sur les fiefs de Saint-Grégoire et de Vimenet. Le château appartient aux Montarnal, puis aux Moret (originaires de Mouret) jusqu'au XVIIIe siècle, puis à François Figeagol de Lagrange, dernier seigneur de Montarnal avant la Révolution. 
Restauré depuis 1977 par Gérard Revel, l'édifice est partiellement classé au titre des monuments historiques par arrêté du 25 avril 1997.